# Urezica
Urezica (lat. Homogyne) je biljni rod iz porodice glavočika raširena na području Europe. U Hrvatskoj rastu sve tri vrste urezica.
Urezice su vazdazelene i listoipadne trajnice. Ime roda dolazi od grčkih riječi homos (istovremen) i gyne (žena), a dan je zato što se uz dvospolne cvjetove u isto vrijeme na rubu cvjetne glavice nalazi i jedan red ženskih cvjetova.

## Vrste
1. Homogyne alpina (L.) Cass., planinska urezica, alpska urezica
2. Homogyne discolor Cass., pustenasta urezica
3. Homogyne sylvestris (Scop.) Cass., šumska urezica